# Giacomo Muttone
Giacomo Muttone (Milano, 1660 – Milano, 1742) è stato un architetto italiano.

## Biografia

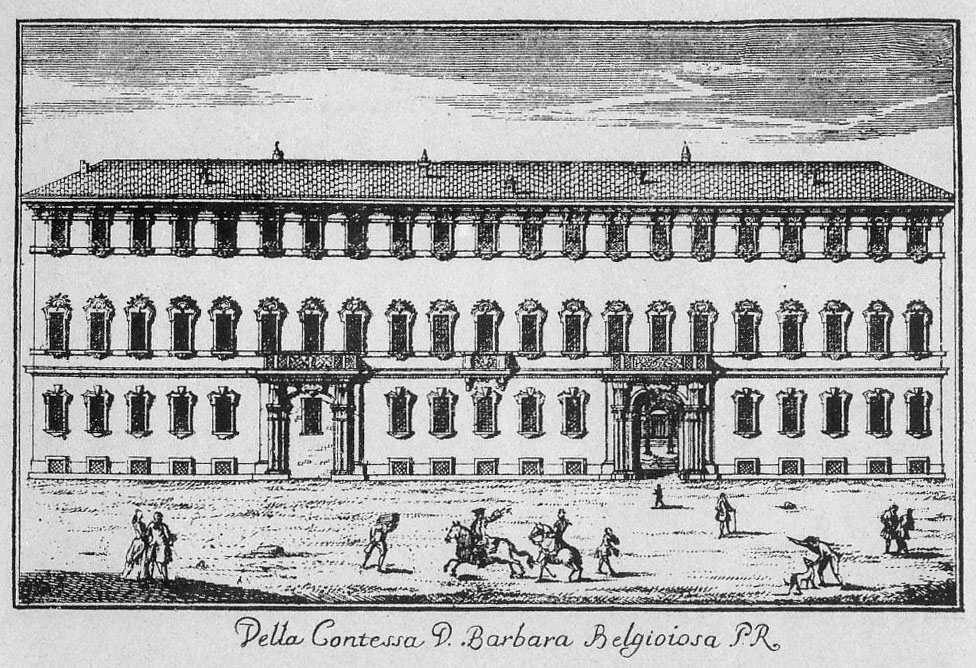
Palazzo Belgioioso

Giacomo Muttone nacque a Milano nel 1660.
Da giovane, nel 1686-1687, lavorò come stuccatore assieme al pittore Domenico Piola per le opere decorative del Palazzo Rosso a Genova.
La sua formazione architettonica culminò con le lezioni del maestro Giovanni Battista Quadrio.
Nel 1698 ricevette la nomina di ingegnere architetto e successivamente collaborò con Besozzi e con Ruggeri.
Muttone, nei suoi lavori, si distinse per la misura ed il rigore, coniugato con un plasticismo monumentale, ben rappresentato nel portale marmoreo d'ingresso del monastero benedettino di San Maurizio o Monastero Maggiore (1683), che rappresentava l'ingresso all'antico chiostro del Monastero Maggiore.
Durante la sua carriera, Muttone si occupò sia di architettura sia di idraulica.
Di Muttone è sopravvissuto il progetto per il Palazzo della Mensa Arcivescovile di Groppello, monumentale e austero, caratterizzata da una scalinata centrale che domina tutta la facciata.
Muttone ristrutturò ed ampliò a Merate, la villa secentesca del marchese Villani, comprata successivamente dai Belgioioso.
Tra le attribuzioni vi è quella del Palazzo Belgioioso in contrada Sant'Eufemia a Milano (inizio XVIII secolo), il cui progetto si ispira allo stile del Ruggeri manifestato nel palazzo Cusani, viste le somiglianze, a cominciare dalla fronte, con i due portali e il balcone al centro, dalla semplicità degli elementi architettonici, dai portali con decorazione barocchetta settecentesca, anche se non mostrano quello slancio verticale e di quell'intenso gusto di chiaroscuro ruggeriano. Significativo era il vasto e bellissimo giardino, ai tempi della contessa Barbara Belgioioso uno dei più famosi della città.
La personalità del Muttone è di una certa importanza per approfondire la conoscenza degli sviluppi architettonici degli inizi del XVIII secolo in Lombardia.

## Opere
- Stuccatore per le decorazioni del Palazzo Rosso a Genova (1686-1687);
- Portale marmoreo d'ingresso del Monastero Maggiore (1683);
- Palazzo della Mensa Arcivescovile di Groppello;
- Villa secentesca del marchese Villani a Merate;
- Palazzo Belgioioso a Milano (inizio  XVIII secolo).